# غلامحسین دولت‌آبادی
غلامحسین دولت‌آبادی (متولد ۲۲ فرودین ۱۳۵۸) نمایشنامه‌نویس، پژوهشگر، مترجم و مدرس دانشگاه در حوزه تئاتر است. تخصص اصلی او، مطالعات تاریخ تئاتر ایران است. او دارای مدرک کارشناسی ادبیات نمایشی و کارشناسی ارشد کارگردانی تئاتر از دانشکدهٔ هنرهای زیبای دانشگاه تهران و دکتری پژوهش هنر از دانشگاه تربیت مدرس است. عنوان رسالهٔ او در مقطع دکتری «تأثیر متقابل زمینه‌های فکری انقلاب مشروطه و هنر نمایش در ایران» است.
در کارنامه هنری وی بیش از بیست کتاب با موضوعات ترجمه و پژوهش، نمایش‌نامه، رمان و شعر به چشم می‌خورد. وی با نویسندگی و کارگردانی نمایش «تکیه بر دیوارهای نمناک» که موضوع آن سرگذشت تئاتر در ایران است در سی و یکمین جشنواره تئاتر فجر حضور داشته‌است.
وی پیش از در مردادماه ۱۳۸۷ اقتباسی از نمایش اتللو را در تالار مولوی روی صحنه برده بود.

## آثار
دولت‌آبادی تاکنون پنج نمایشنامه نوشته که همگی به صورت مشترک با آراز بارسقیان بوده. آن دو بعد از ده سال فعالیت و همکاری مشترک در تئاتر و به کمک همدیگر اولین نمایشنامه‌شان به نام گام زدن بر یخ‌های نازک (نشر افراز، ۱۳۹۱) را در سال ۱۳۹۰ نوشتند. این نمایشنامهٔ چهار پرده‌ای بلند یک تراژدی محسوب می‌شود که به زندگی یک کارگردان تئاتر به نام حسن گلشن می‌پردازد. این نمایشنامهٔ چند لایهٔ در دو زمان موازی روایت می‌شود. زمان اول مربوط به سال‌های ۱۳۱۸ الی ۱۳۳۲ است و زمان دوم از سال ۱۳۸۳ شروع و سال ۱۳۸۴ تمام می‌شود. در زمان حال نمایشنامه دانشجویی به نام امین پارسا را می‌بینیم که به پیشنهاد استادش روی زندگی حسن گلشن تحقیق می‌کند. به علت این‌که از زندگی حسن گلشن اطلاعات زیادی در دست نیست، اسمی هم از او در تاریخ تئاتر نیامده است. ما در طول چهار پرده زندگی حسن گلشن را می‌بینیم. ازدواج، زندگی، کار او در بانک، کارگردانی تئاتر، شکستش در انتشار روزنامهٔ هنری، و در نهایت عدم موفقیت او به عنوان یک کارگردان تئاتری، سفری است که او از سر می‌گذارند و تراژدی زندگی‌اش را رغم می‌زند. در زمان حال هم ما شاهد تلاش امین پارسا برای کار روی پایان‌نامهٔ کارشناسی‌ارشدش هستیم و می‌بینیم او چطوری با موانعی که سر راهش گذاشته می‌شود مواجه می‌شود و آن‌ها را از سر راه برمی‌دارد.
محسن زمانی در مقاله خودش از این نمایشنامه در سایت ایران تئاتر این‌گونه می‌نویسد:
«باری، دولت‌آبادی و بارسقیان در راستای آرزوی خود برای بازگشت نمایش‌های باشکوه و عظیم، با تعداد شخصیت‌های زیاد و صحنه‌های پرشمار و داستانک‌های پرتعداد، بر گِرد نقشه داستانی اصلی، که زمان اجرای نمایشنامه را به چند ساعت می‌رساند و تماشای تئاتر را تبدیل به یک فرهنگ یا به بیان بهتر، زیستن درون یک رویداد فرهنگی می‌کند، خود دست به کار شده و به نگاشتن نمایشنامه «گام زدن بر یخ‌های نازک» پرداخته‌اند… نمایشنامه یک تراژدی واقع گرایانه است. در فهرست اشخاص نمایش نام بیش از ۵۰ شخصیت آمده که اگر تعداد هنروران را نیز به آن‌ها اضافه کنیم، به عددی نزدیک به صد می‌رسیم. چهار پرده دارد که دو پرده اول هرکدام ۱۴ صحنه، پرده دوم ۹ صحنه و پرده چهارم، هفت صحنه دارد. رویدادگاه‌های پرشماری دارد و هرگز پدیدآورندگان خودشان را محدود به فضای مشخص یا تعداد معلومی از رویدادگاه‌ها نکرده‌اند. هرکدام از چهار پرده را می‌توان دارای استقلالی نسبی دانست که البته در کنار هم و در هماهنگی کامل با یکدیگر منجر به پدید آمدن یک کلِ واحد می‌شوند.»
این نمایشنامه، که اجرای کاملش بیش از چهار ساعت‌ونیم به طول می‌انجامد، با تعداد شخصیت‌های زیاد و حجم بالای منابع برای تولید، جزو یکی از مشکل‌ترین نمایشنامه‌هایی است که تاکنون برای اجرا نوشته‌اند و در کنار آثاری همچون فتح‌نامهٔ کلات (بهرام بیضایی، ۱۳۶۱) و منجی در صبح نمناک (اکبر رادی، ۱۳۵۹) قرار می‌گیرد. این نمایشنامه توانست سال ۱۳۹۲ در سی‌ویکمین دورهٔ جایزهٔ کتاب سال جمهوری اسلامی ایران در بخش تئاتر برگزیدهٔ کتاب سال شود.
تا آن تاریخ این اولین نمایشنامه‌ای بود که توانست چنین افتخاری کسب کند.
این نمایشنامه علاوه بر این جایزهٔ مهم، توانست در هفتمین دورهٔ انتخاب آثار برتر ادبیات نمایش کانون نمایشنامه‌نویسان خانهٔ تئاتر ایران جایزهٔ اول بخش نمایشنامه‌نویسی را به خودش اختصاص دهد. نسخهٔ اجرایی این اثر به نام تکیه بر دیوار نمناک هم در سی‌ویکیمن جشنوارهٔ تئاتر فجر به کارگردانی غلامحسین دولت‌آبادی اجرا شد و در خرداد سال ۱۳۹۲ در تالار مولوی به مدت یک ماه به اجرای عموم رفت. این نمایشنامه در بخش تولید متون سی‌ویکیمن جشنواره هم شرکت کرد و آن‌جا توانست جزو پنج برگزیدهٔ این بخش باشد.
نمایشنامهٔ بعدی آن‌ها نامش پرترهٔ مرد ریخته (نشر افراز، ۱۳۹۳) بود. این نمایشنامهٔ تک نفره، دربارهٔ زندگی و مرگ هنرمند بزرگ تئاتر ایران، عبدالحسین نوشین است. این تک‌گویی دو پرده‌ای نوشتن را در مرحلهٔ مختلف از زندگی‌اش نشان می‌دهد. پردهٔ اول مربوط به آخرین ساعت فرار او از ایران می‌شود. ما با نوشینی مواجه هستیم که در عین حال که می‌خواهد ترک وطن بکند، بی‌صبرانه منتظر بازگشت خودش به کشور است. در پردهٔ دوم بیست سال از فرار او می‌گذرد و او در آخرین ماه‌های زندگی‌اش در مسکو است؛ یعنی زمستان سال ۱۳۴۹. شخصیت اصلی نمایشنامه خود عبدالحسین نوشین است و تمام نقش‌های افراد دیگر را هم خودش برای ما بازی می‌کند.
نمایش پرتره مرد ریخته با بازی اصغر همت از ۱۵ شهریور ۱۳۹۵ به مدت ۲۵ شب در تماشاخانه سنگلج به روی صحنه رفت.
آن‌ها سپس ۳ نمایشنامه‌ دیگر با عناوین یلدای سرد و باشکوه استاد محمود راد، در استانبول و صعود مقاومت پذیر م.ر. حساس را توسط نشر یکشنبه منتشر کردند.
تجربهٔ مشترکِ دیگر دولت‌آبادی و بارسقیان، نوشتن رمان ۵۰۰ صفحه‌ای «پل» است که از سوی انتشارات افراز در دی ماه ۹۴ منتشر شد.

## شبکه نمایش خانگی
| سال  | عنوان                                    | کارگردان                                                                            | یادداشت          |
| ---- | ---------------------------------------- | ----------------------------------------------------------------------------------- | ---------------- |
| ۱۳۹۵ | سریال روزنه آبی                          | فرزاد فره وشی                                                                       | شبکه نمایش خانگی |
| ۱۳۹۶ | تله تئاتر صعود مقاومت پذیر آقای م ر حساس | کارگردان صحنه: آراز بارسقیان و غلامحسین دولت‌آبادی کارگردان تلویزیونی: فرزاد فره وشی | شبکه نمایش خانگی |
| ۱۳۹۷ | من حسن عظیمی هستم                        | فرزاد فره وشی                                                                       | شبکه نمایش خانگی |
| ۱۳۹۸ | پرنده آبی                                | فرزاد فره وشی                                                                       | شبکه نمایش خانگی |
| ۱۳۹۹ | ده در کنار بیست نود و نه نشد             | فرزاد فره وشی                                                                       | شبکه نمایش خانگی |